# Matthew Zhen Xuebin
Matthew Zhen Xuebin (chinesisch 甄雪斌, Pinyin Zhēn Xuěbīn; * 10. Mai 1970 in Changzhi) ist ein chinesischer römisch-katholischer Geistlicher.

## Leben
Matthew Zhen Xuebin wurde 1970 in Changzhi geboren.
Von 1988 bis 1993 studierte er am Großen Seminar in Peking. Im Anschluss studierte er bis 1997 an der Saint John’s University in Minnesota. Von März bis August 1998 war er Studienleiter am Großen Seminar in Peking, wo er Abschlüsse in Theologie und Liturgik erwarb.  Am 20. Juni 1998 wurde er zum Priester für das Erzbistum Peking geweiht. Von 1998 bis 2007 war er Prorektor am Großen Seminar in Peking. Im Jahr 2007, als Joseph Li Shan Bischof von Peking wurde, wurde Zhen Xuebin auch Sekretär der Diözese. Von 2007 bis 2020 war er Verwalter der internationalen Pfarrei der Erzdiözese Peking. Von 2016 bis 2019 war er Rektor der Nordkirche (ab 2018 Nordkathedrale) in Peking. Von 2014 bis 2024 war er stellvertretender Vorsitzender der Katholischen Patriotischen Vereinigung für Peking. 2016 wurde er stellvertretender Sekretär der staatlich kontrollierten chinesischen Bischofskonferenz. Im Juni 2024 wurde er Vorsitzender der „Zwei Vereinigungen“ (两会) für Peking. Am 28. August 2024 ernannte Papst Franziskus ihn zum Koadjuktorbischof der Erzdiözese Peking. Joseph Li Shan, Bischof von Peking weihte ihn am 25. Oktober 2024 zum Bischof. Mitkonsekratoren waren Peter Ding Lingbin, Bischof von Changzhi, Joseph Guo Jincai, Bischof von Chengde, John Baptist Li Suguang, Bischof von Nanchang, und Anthony Yao Shun, Bischof von Jining.  An der Messe zu seiner Bischofsweihe nahmen 140 Priester und 500 Gläubige teil, darunter Ordensschwestern und Verwandte von Zhen Xuebin.
Bei seiner Bischofsweihe sagte er in der Messe: „Ich bin dem Herrn dankbar für seine Gnade, mich, einen demütigen Diener, zum Koadjutorbischof der Diözese Peking erwählt zu haben. … Ich bin mir bewusst, dass ich nicht über die erforderlichen Eigenschaften für die mir anvertraute Aufgabe verfüge, aber ich nehme sie im Glauben an und vertraue mich der Fürsprache der Heiligen Jungfrau Maria und des Apostels Matthäus an. Ich vertraue von ganzem Herzen und verspreche, mich ganz der Erfüllung meiner pastoralen Pflichten zu widmen, denn ‚All dies tue ich um des Evangeliums willen‘.“
Seine Ernennung zum Bischof war die erste Ernennung nach der Erneuerung des vatikanisch-chinesischen Abkommens über Bischofsernennungen im Jahr 2024 und erfolgte im Rahmen dieses Abkommens. AsiaNews berichtete, einige Quellen hätten behauptet, Bischof Li Shan habe aus gesundheitlichen Gründen und wegen seiner zahlreichen Aufgaben außerhalb Pekings als Präsident der Chinesischen Katholischen Patriotischen Vereinigung um einen Koadjutor gebeten.  Die Bitte um einen Koadjutor war ungewöhnlich, da Li Shan zu diesem Zeitpunkt erst 59 Jahre alt war und Bischöfe normalerweise erst kurz vor ihrer Pensionierung (mit 75 Jahren) einen Koadjutor bekommen. Für die Ernennung wurde kein offizieller Grund genannt.
Mit seiner Bischofweihe gab Matthew Zhen Xuebin sein Amt als Sekretär der Diözese und er Bischofskonferenz ab.
Im Dezember 2024 leiteten Bischof Li Shan und Bischof Matthew Zhen Xuebin die Messe zur Eröffnung des Jubiläumsjahres in der Nordkathedrale in Peking. 
Im April 2025 besuchte Bischof Matthew Zhen Xuebin das Saint Vincent College in Latrobe, Pennsylvania, um den 100. Jahrestag der Gründung der Katholischen Fu-Jen-Universität zu feiern, die ursprünglich von Benediktinern in Peking gegründet wurde, sich heute aber in Taiwan befindet.